# American College of Surgeons
L'American College of Surgeons est une association professionnelle américaine.

## Histoire
L'ACS est fondé en 1913.